# Langlau
Langlau ist ein Gemeindeteil der Gemeinde Pfofeld im mittelfränkischen Landkreis Weißenburg-Gunzenhausen in Bayern. Langlau liegt in der Gemarkung Pfofeld.

## Lage
Das Kirchdorf liegt im Fränkischen Seenland, einen knappen Kilometer vom Südufer des Kleinen Brombachsees entfernt und rund 2,5 Kilometer nordöstlich von Pfofeld. Unmittelbar angrenzend im Westen befindet sich der Nachbarort Rehenbühl. Größere Orte in der Umgebung sind Pleinfeld und Gunzenhausen. Der Espangraben entspringt in Langlau und mündet in den Kleinen Brombachsee.
Südlich der Bahnstrecke Nördlingen–Pleinfeld liegt der Altort, die weiter nördliche Bebauung entstand in der zweiten Hälfte des 20. Jahrhunderts.
Das ehemals landwirtschaftlich strukturierte Dorf erlebte durch den Bau des Brombachsees in den 1970er/80er Jahren eine rasche Wandlung zum Touristenort. Direkt am Seeufer liegt der Teilort Langlau Campingplatz. Er entstand ebenfalls in dieser Zeit und beherbergt einen Campingplatz, ein Hotel, mehrere Gaststätten und einige weitere Infrastruktur. Es gibt einen weitläufigen Sandstrand, vielfältige Freizeitangebote und ein ausgedehntes Netz von Wander- und Radwegen.
Nordöstlich des Ortes am Südufer des Kleinen Brombachsees befindet sich das Naturschutzgebiet Halbinsel im Kleinen Brombachsee.
Die Kreisstraße WUG 1 führt durch östlich am Ort vorbei und verbindet ihn mit Absberg, Pfofeld und der Staatsstraße 2222 Richtung Gunzenhausen und Pleinfeld. In Ost-West-Richtung verläuft die Bahnstrecke Nördlingen–Pleinfeld, auch Seenlandbahn genannt, durch den Ort, mit einem eigenen Haltepunkt. Dieser wird durch die Linie RB 62 bedient.
Im Gemeindegebiet befindet sich ein Militärgelände mit 60 Bunkern. 1935 begann der Bau der Lufthauptmunitionsanstalt Langlau zur Produktion von bodengestützten Flugabwehrkanonen. Bis Kriegsende lebten auf dem Gelände bis zu 2000 Männer und Frauen, darunter Kriegsgefangene, Deportierte und SS-Wachpersonal. Von 1953 bis 1993 nutzte ein Klavierhersteller Teile des Geländes mit bis zu 300 Mitarbeitern. Von 1960 bis 1992 beherbergte das Gelände das Corps Depot der US-Army, bis Ende 2007 eine Munitionsanstalt (Muna) der Bundeswehr (Korpsdepot 257). Das über 200 Hektar große Gelände ist an vielen Stellen einsehbar und bis heute mit Stacheldraht umzäunt. Hohe Beseitigungskosten der militärischen Altlasten behindern Pläne zur Konversion. Im August 2020 wurden Pläne zur Errichtung eines Ferienparks öffentlich.
Durch ein Bürgerbegehren wurde der Bau vorerst verhindert. Siehe

## Verkehr
Langlau hat einen Haltepunkt an der Bahnstrecke Nördlingen–Pleinfeld. Von dem ehemaligen Bahnhof führte ein Anschlussgleis in die Lufthauptmunitionsanstalt. Politisch angestrebt ist die Reaktivierung des Abschnitts Wassertrüdingen–Gunzenhausen sowie die Wiedererrichtung des Kreuzungsbahnhofs in Langlau.

## Bildergalerie

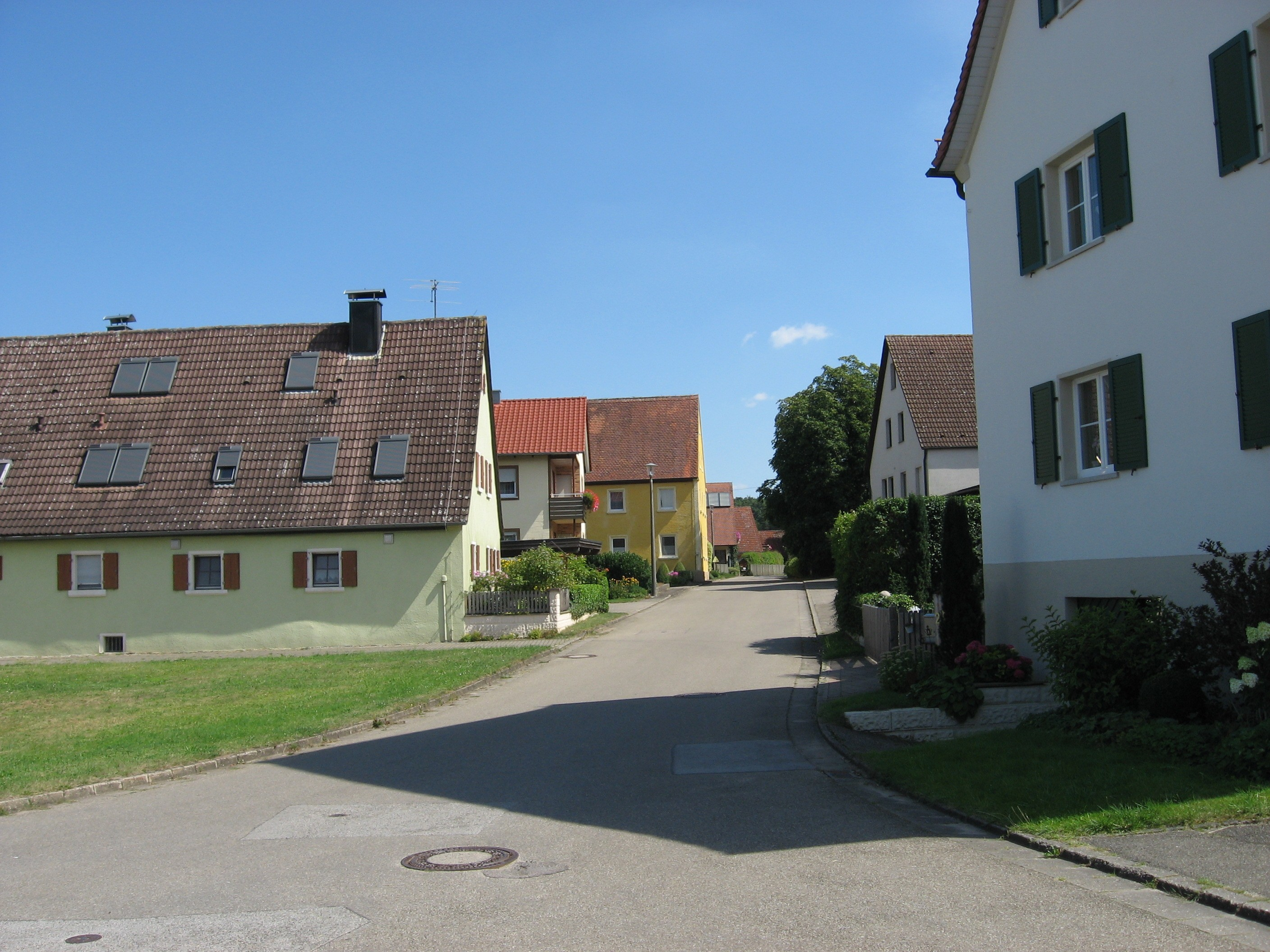
Altort
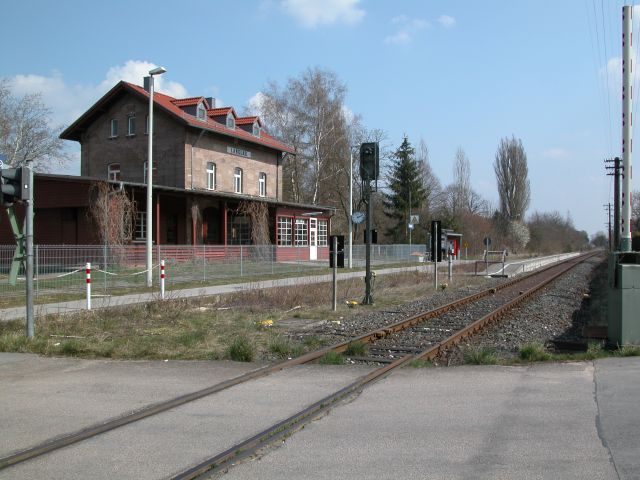
Bahnhof
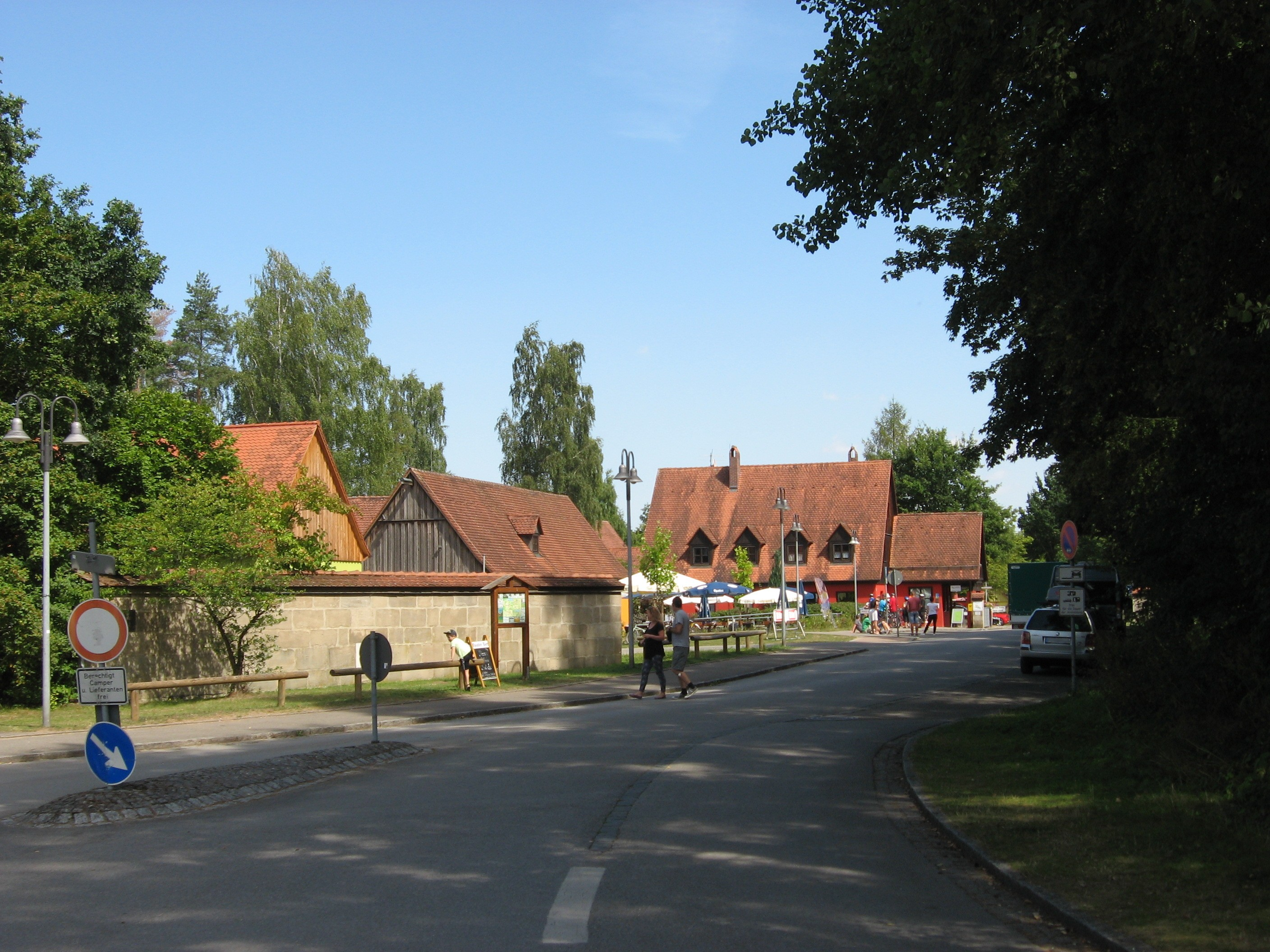
Teilort Langlau Campingplatz
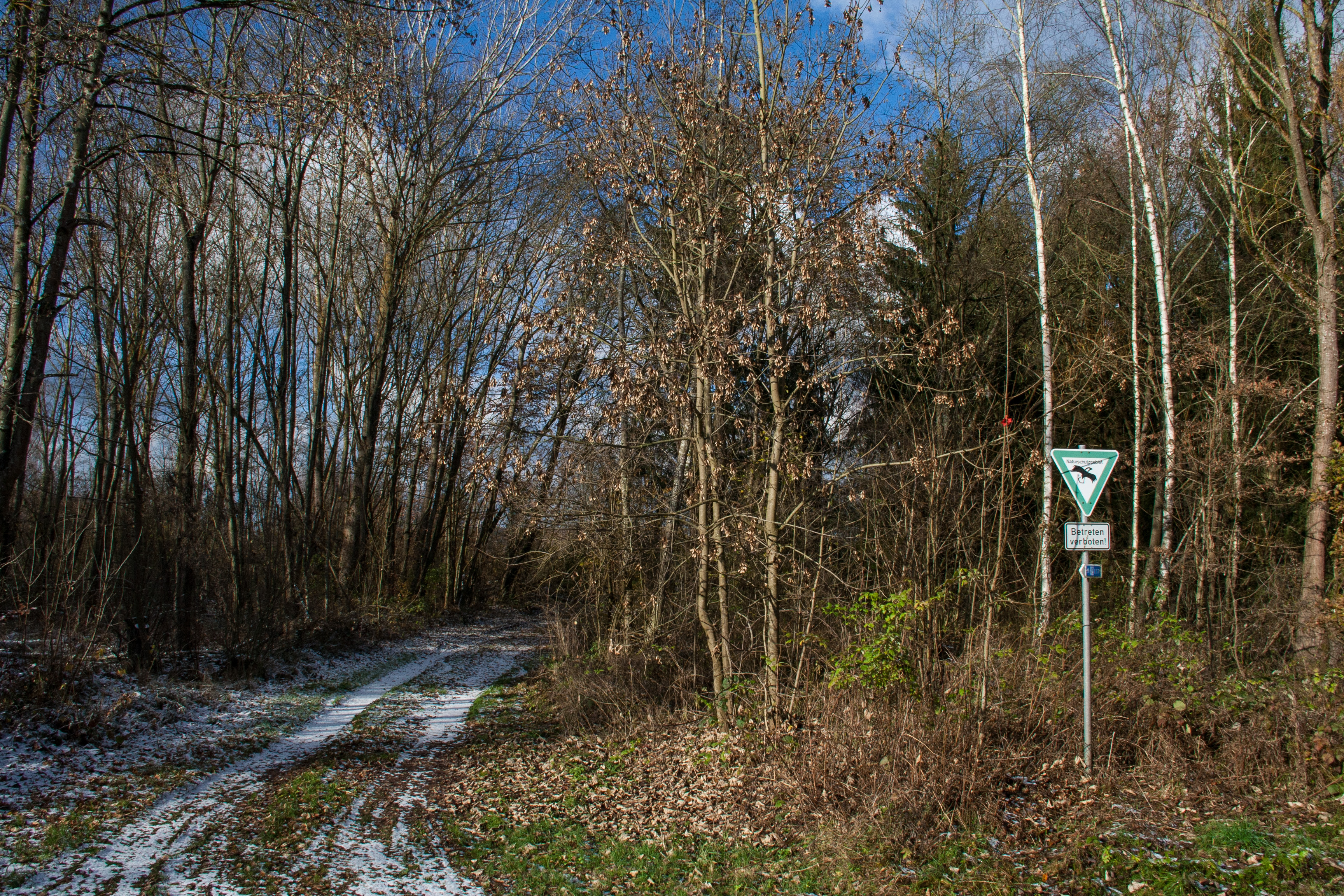
Naturschutzgebiet Halbinsel im Kleinen Brombachsee
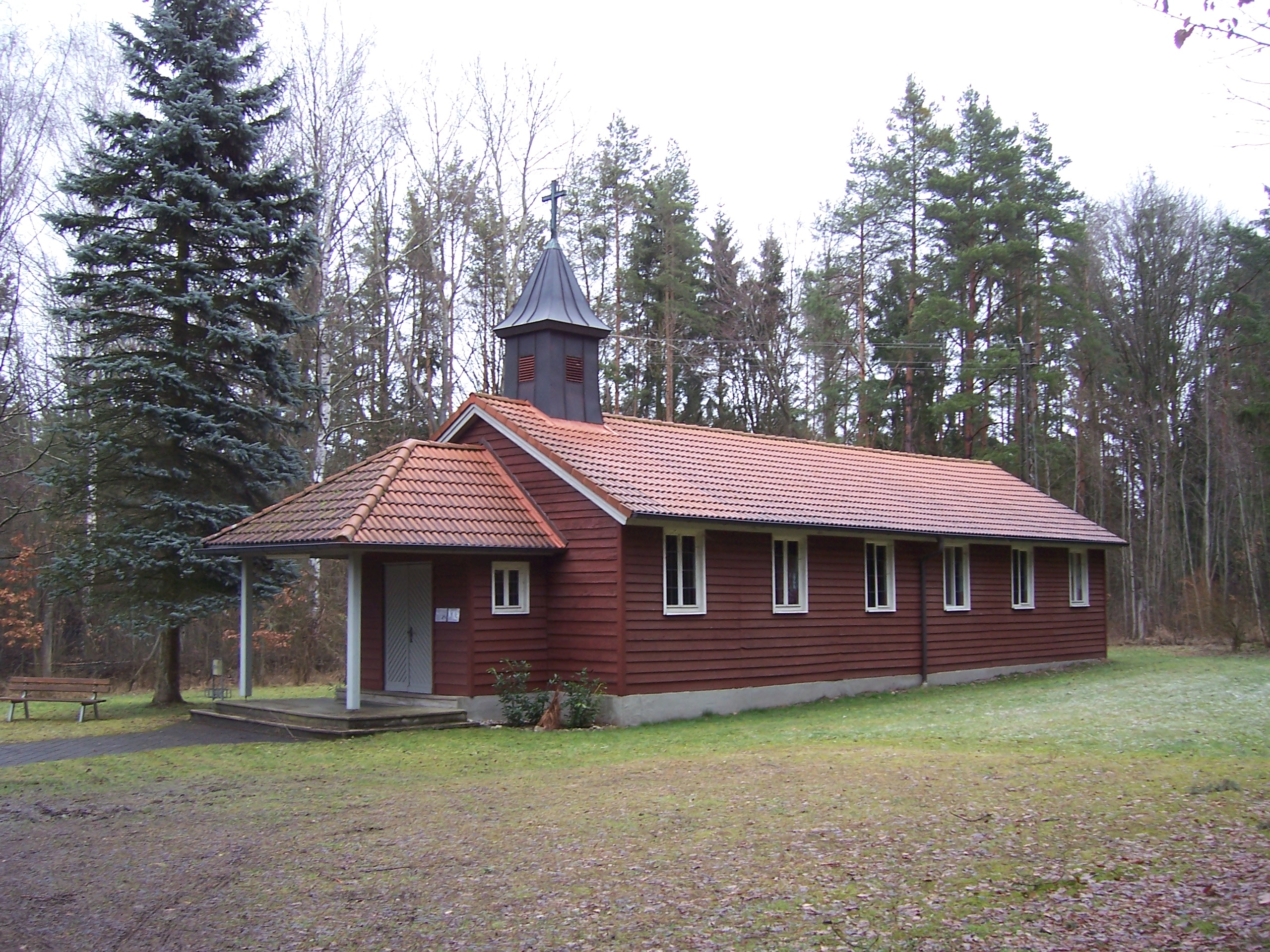
Kirche Zur Dreimal Wunderbaren Mutter Maria